# Sint-Willibrorduskapel (Westdoorn)

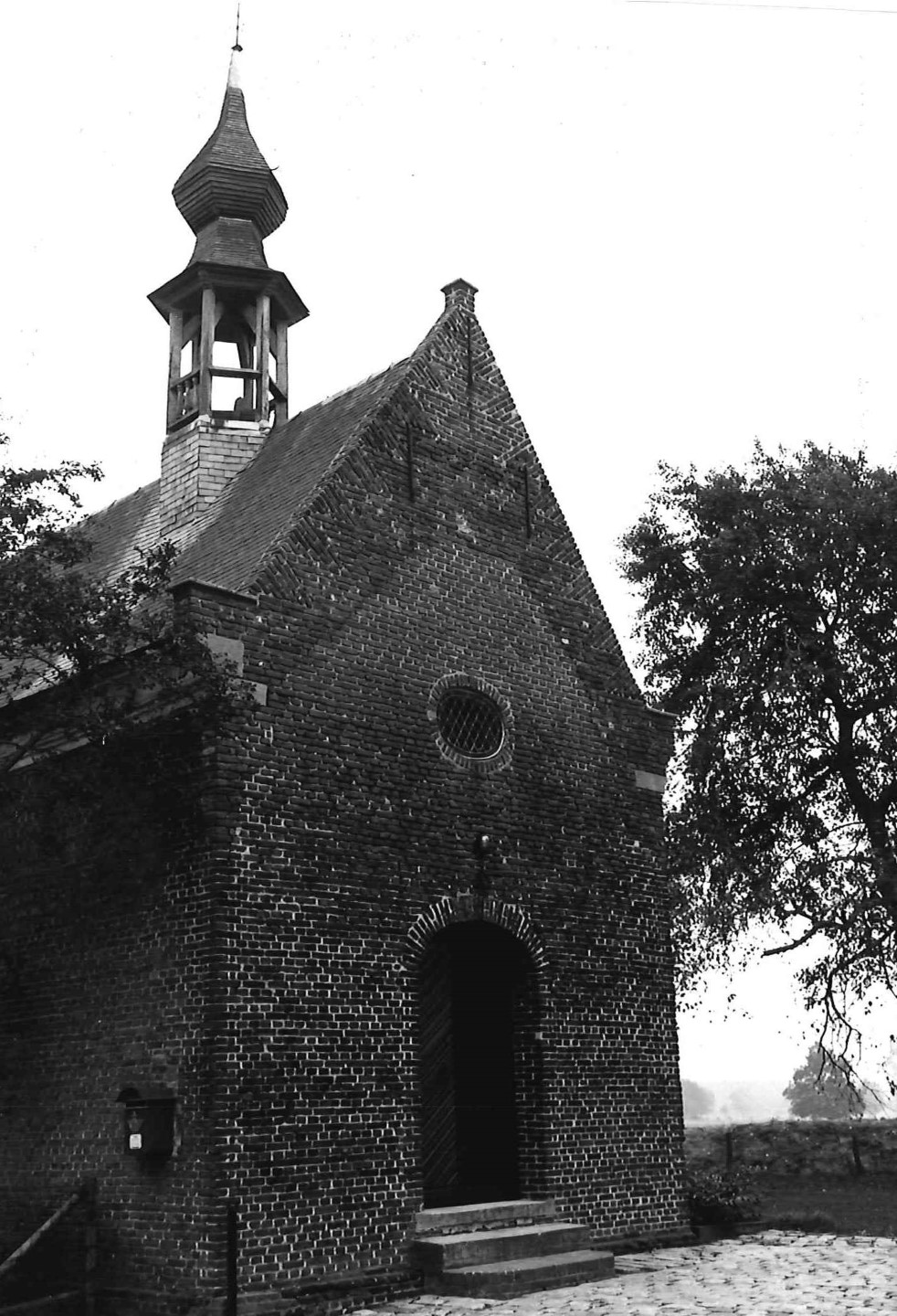
Sint-Willibrorduskapel

De Sint-Willibrorduskapel is een kapel in de tot de Antwerpse gemeente Wuustwezel behorende plaats Westdoorn, gelegen aan Westdoorn.

## Geschiedenis
Vanouds stond hier een kapel, die echter in 1584, ten tijde van de godsdiensttwisten, afbrandde. Reeds in 1495 is er sprake van giften aan de kapelanie. Een pastoor is er nooit benoemd, maar er was wel een rechthebbende op de kapelanie van één mis per week.
In 1613 werd een nieuwe betreedbare kapel gebouwd. Het betreft een zaalkerkje met driezijdige koorsluiting. Het geheel wordt gedekt door een zadeldak waarop zich een opengewerkt dakruitertje bevindt.
Het interieur wordt overkluisd door een houten spitstongewelf. De kapel bezit een houten portiekaltaar uit de 2e helft van de 17e eeuw, gewijd aan Sint-Willibrordus, en een houten kruisbeeld uit dezelfde tijd.
De kapel werd in de loop der tijden regelmatig gerestaureerd. Reeds in 1687 kon Jan Lambrechts door inbreng van een relikwie van Sint-Willibrord de kapel terug in haar volle glorie herstellen. Een tweede restauratie drong zich op na WO II. De schade opgelopen tijdens de oorlog werd in 1946 hersteld: schade aan het dak. Verschillende restauraties volgden elkaar nadien op.
Eén restauratie leverde wel een heel speciaal artefact op. In mei 1967 bij de vernieuwing van de vloer stootten arbeiders op een ongeschonden graf in het midden van de kapel. Het verhaal, dat in die tijd onder de lokale bewoners de ronde deed, leek waar te worden: er zou een ridder in de kapel van Westdoorn begraven zijn. Na onderzoek van het geraamte aan de KUL werd het terug overgebracht naar de kapel. Het ligt nu opgeborgen in een glazen kast op het altaar.
Westdoorn werd een bekend bedevaartsoord. Nu nog heeft er ieder jaar op 1 mei de kinderzegening plaats.